# Зморович, Валентин Анатольевич
Валенти́н Анато́льевич Зморо́вич (6 сентября 1909 — 16 февраля 1994) — известный советский и украинский учёный в области теории функций комплексного переменного, доктор физико-математических наук (1950), профессор (1951). Заведующий кафедры высшей математики КПИ (1952—1973).

## Публикации
Автор более 120 работ, среди них:
- В. А. Зморович, «О границах выпуклости звездных функций порядка α в круге ∣∣z∣∣<1 и круговой области 0<∣∣z∣∣<1», Матем. сб., 68(110):4 (1965), 518—526
- В. А. Зморович, «Об одном неравенстве Матье», Изв. вузов. Матем., 1960, № 1, 123—124
- В. А. Зморович, «К теории распределения корней алгебраических многочленов», Изв. вузов. Матем., 1959, № 4, 56-63.
- В. А. Зморович, «К теории специальных классов однолистных функций. II», УМН, 14:4(88) (1959), 169—172
- В. А. Зморович, «К теории специальных классов однолистных функций. I», УМН, 14:3(87) (1959), 137—143
- В. А. Зморович, «О некоторых признаках сходимости и расходимости знакоположительных числовых рядов», Изв. вузов. Матем., 1958, № 2, 106—117
- В. А. Зморович, «О некоторых вопросах теории сходимости знакоположительных рядов», Изв. вузов. Матем., 1958, № 1, 60-79
- В. А. Зморович, "В. А. Зморович, «О границах корней алгебраических многочленов», УМН, 11:5(71) (1956), 179—183
- В. А. Зморович, «О некоторых классах аналитических функций в круговом кольце», Матем. сб., 40(82):2 (1956), 225—238
- В. А. Зморович, «О некоторых специальных классах однолистных в круге аналитических функций», УМН, 9:4(62) (1954), 175—182
- В. А. Зморович, «О некоторых классах аналитических функций, однолистных в круговом кольце», Матем. сб., 32(74):3 (1953), 633—652
- В. А. Зморович, «О признаке Н. И. Лобачевского сходимости знакоположительных числовых рядов и одном обобщении этого признака», УМН, 7:1(47) (1952), 162—170
- В. А. Зморович, Н. А. Лукашевич, Б. Н. Фрадлин, «В. А. Добровольский, Очерки развития аналитической теории дифференциальных уравнений (рецензия)», УМН, 32:1(193) (1977), 251—252

## Ученики
Среди учеников Валентина Анатольевича: доктора физико-математических наук Л. А. Дундученко, П. Н. Тамразов, И. П. Митюк. Кандидаты физ.-мат. наук: В. Г. Лозовик, С. Касьянюк, В. А. Похилевич, А. А. Гудзь, И. К. Коробкова, Н. И. Черней, А. А. Якубенко и другие.

## Высказывания
Александр Пантелеевич Полешко, кандидат технических наук, доцент: 

В институте у меня были замечательные учителя. Математику читал профессор Зморович Валентин Анатольевич — блестящий математик и педагог, лекции которого отличались ярким лекторским мастерством, были глубоки и настолько интересны, что пропускать их считалось дурным тоном даже у самых нерадивых. 

## Семья
Сын Юрий Валентинович Зморович (14 апреля 1946 – 8 февраля 2021) — художник, скульптор, перформер, поэт, музыкант-мультиинструменталист, режиссёр, сценарист, актер, видеорежиссёр, инициатор и участник множества международных культурных проектов. Нередко выступает под творческими псевдонимами — Zmorro (Зморро) и Минималиссимус. Дочь, Елена Валентиновна Забара (род. 1935, замужем за видным учёным в области компьютерных технологий С. С. Забарой), также стала художником.